# Peritassa killipii
Peritassa killipii là một loài thực vật thuộc họ Celastraceae. Đây là loài đặc hữu của Peru.